# Route du Rhum

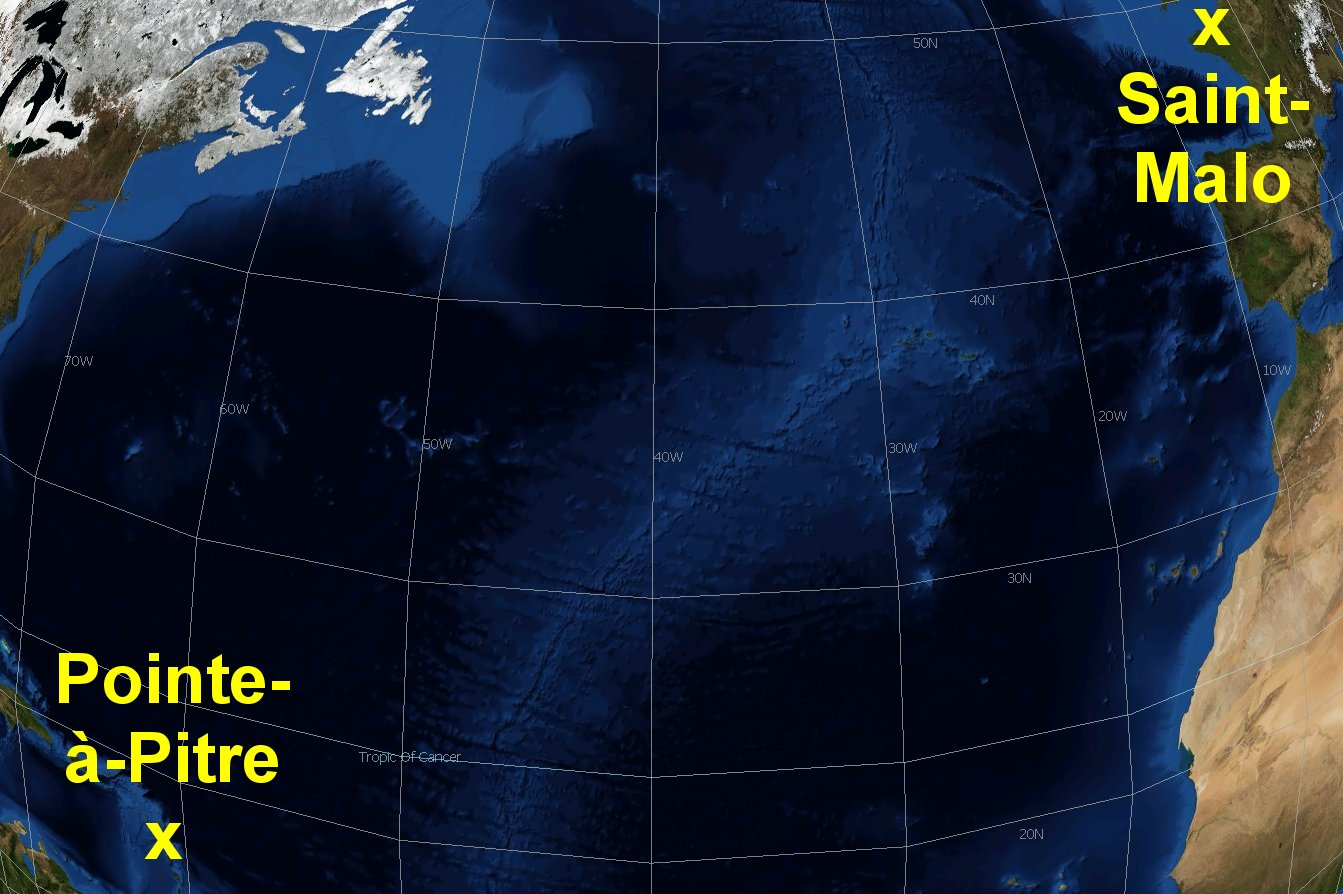
Begin- en eindpunt van de Route du Rhum

De Route du Rhum is een non-stop solo-zeilwedstrijd over de Atlantische Oceaan die elke vier jaar wordt gevaren. De race werd in 1978 voor het eerst gehouden, en behoort tot de meest veeleisende solowedstrijden.
De Route du Rhum is oorspronkelijk de Franse tegenhanger van de Britse Observer Single Handed Trans Atlantic Race. De wedstrijd start traditioneel voor de kust van het Franse Saint-Malo naast de landtong Pointe du Grouin, en eindigt in Pointe-à-Pitre in Guadeloupe. De totale lengte is 3540 zeemijlen (circa 6500 kilometer), hoewel de uiteindelijk afgelegde afstand per deelnemer verschilt. De start vindt in november plaats; afhankelijk van de aanwezigheid van herfststormen wordt hiermee geschoven.
De wedstrijd wordt in diverse klassen gevaren. De snelste klasse bestaat uit trimarans van 60 voet. Sinds de eerste editie zijn de vaartijden elke editie gereduceerd door materiaalverbeteringen, betere weersvoorspellingen en navigatiesystemen. In 2006 was de winnende tijd nog maar een derde van die in 1978.
De deelnemers aan de Route du Rhum komen voornamelijk uit Frankrijk, waar de wedstrijd een grote populariteit geniet. De Frans-Zwitserse schipper Laurent Bourgnon slaagde er vooralsnog als enige in om de wedstrijd twee keer te winnen (in 1994 en 1998). In 1990 won voor het eerst een vrouw de Route du Rhum. De Française Florence Arthaud zette de snelste tijd neer door de eindstreep na slechts 14 dagen en 10 uur te passeren op haar trimaran. De bekende Britse zeezeilster Ellen MacArthur won in de Route du Rhum van 1998 de klasse van de 50-voets jachten en in 2002 de IMOCA 60-klasse. 

## Fotogalerij

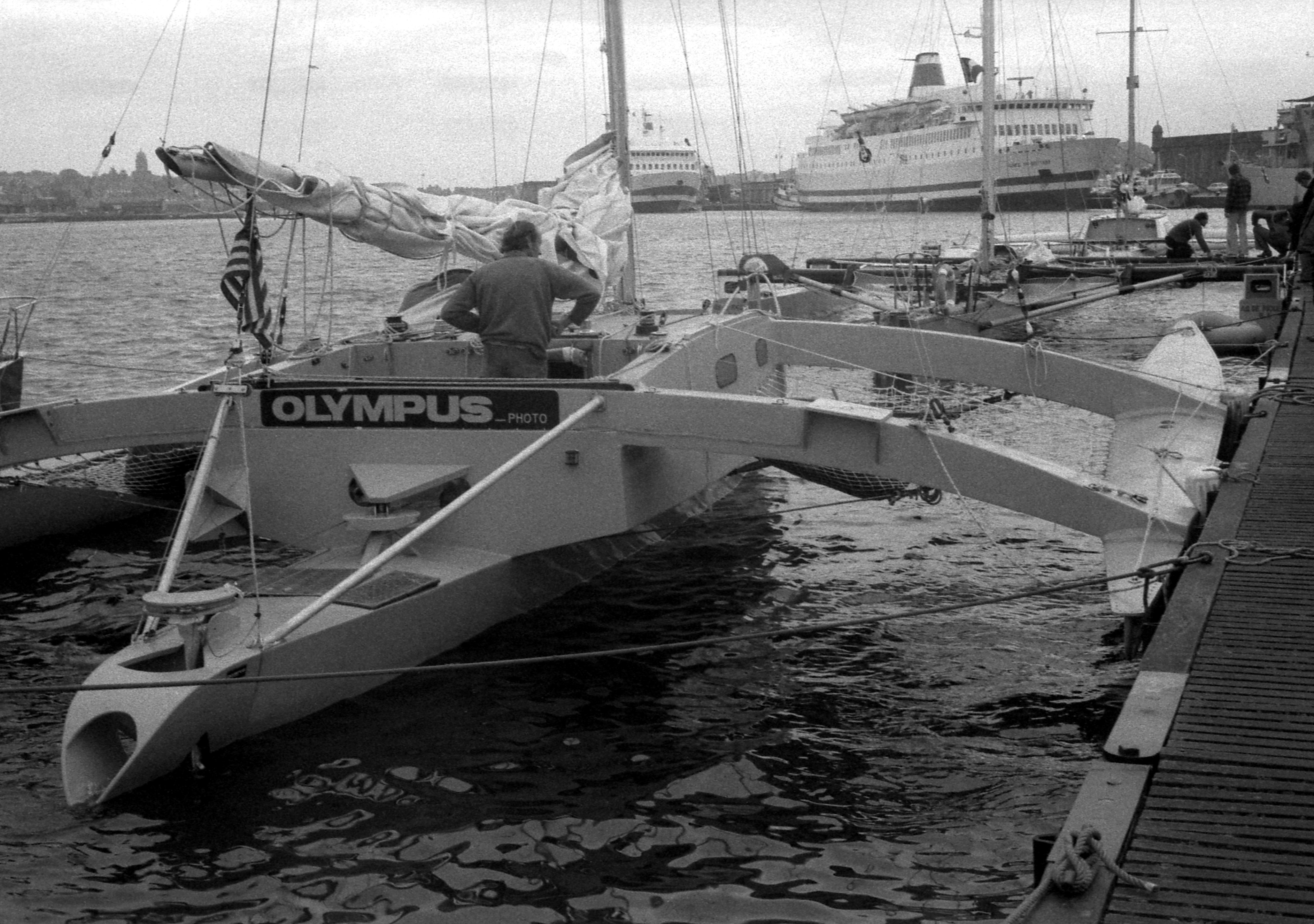
De winnaar Olympus Photo in 1978
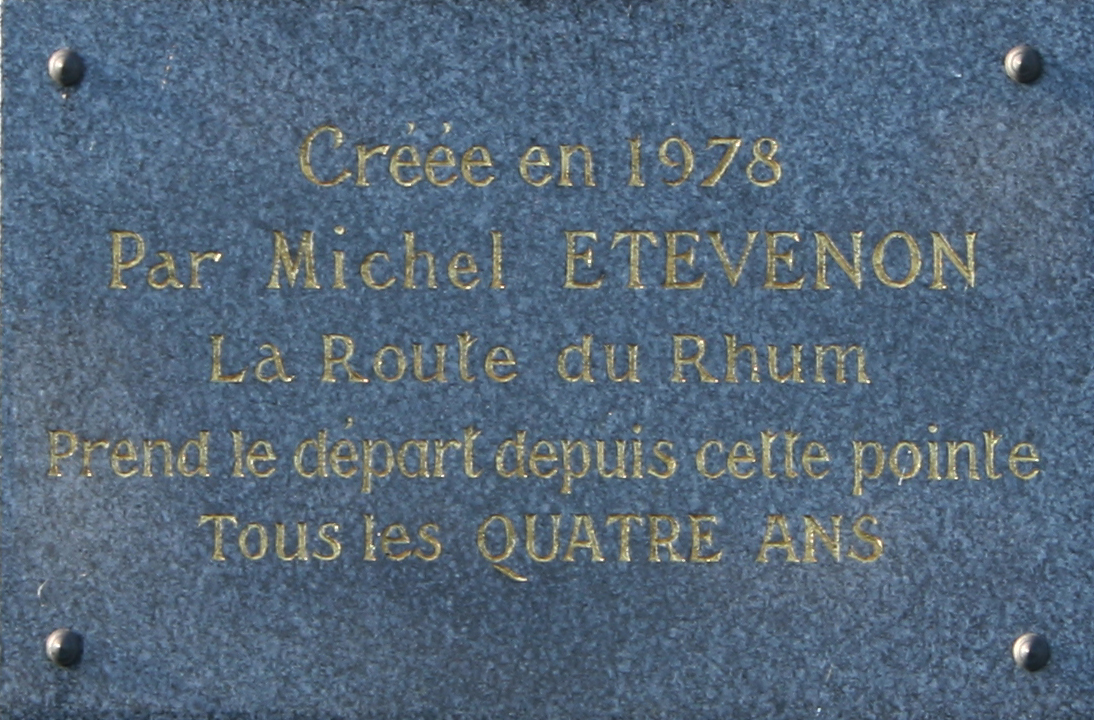
Herinneringsplakkaat voor de oprichting van de race
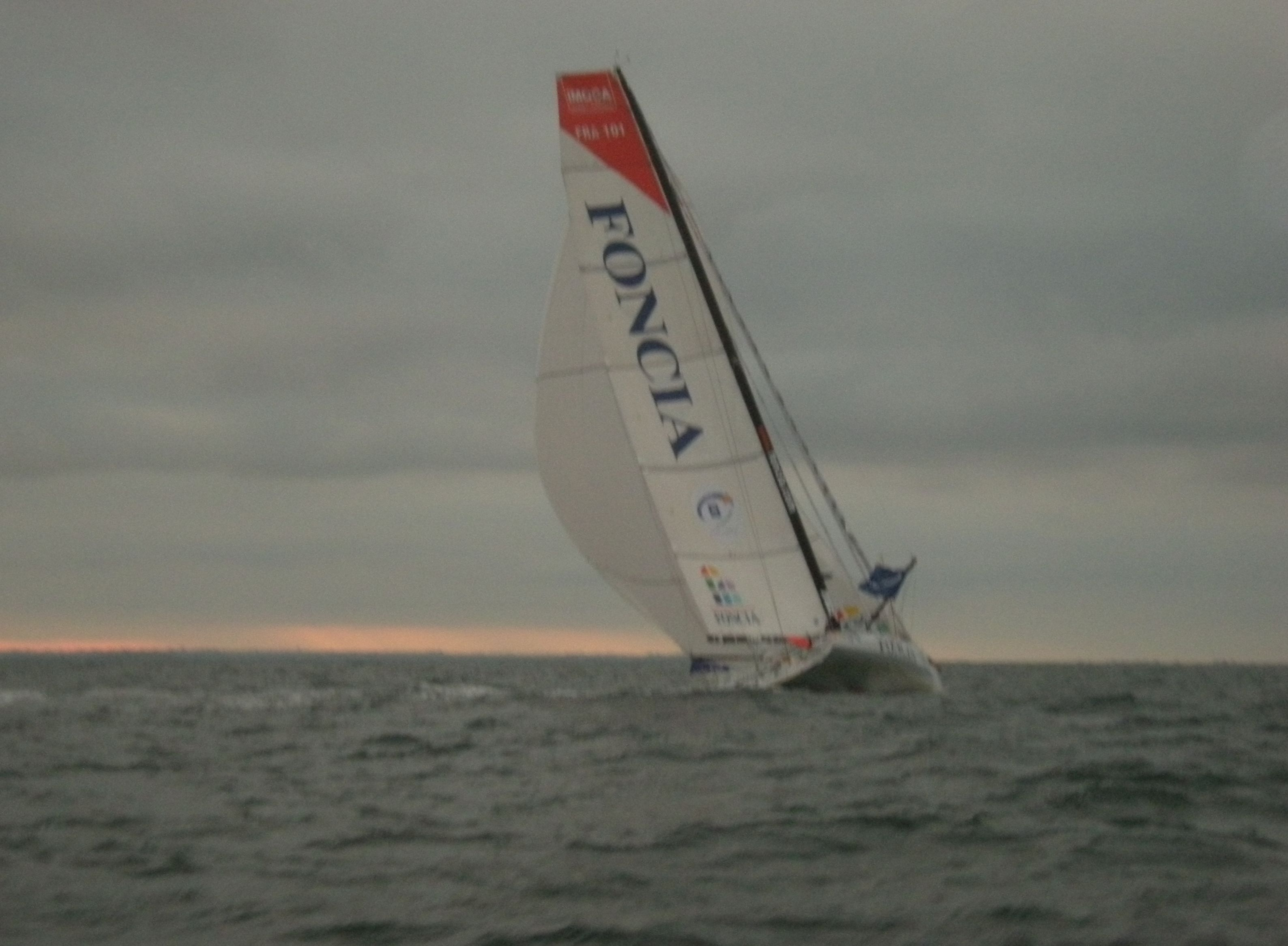
Het jacht Foncia in 2010
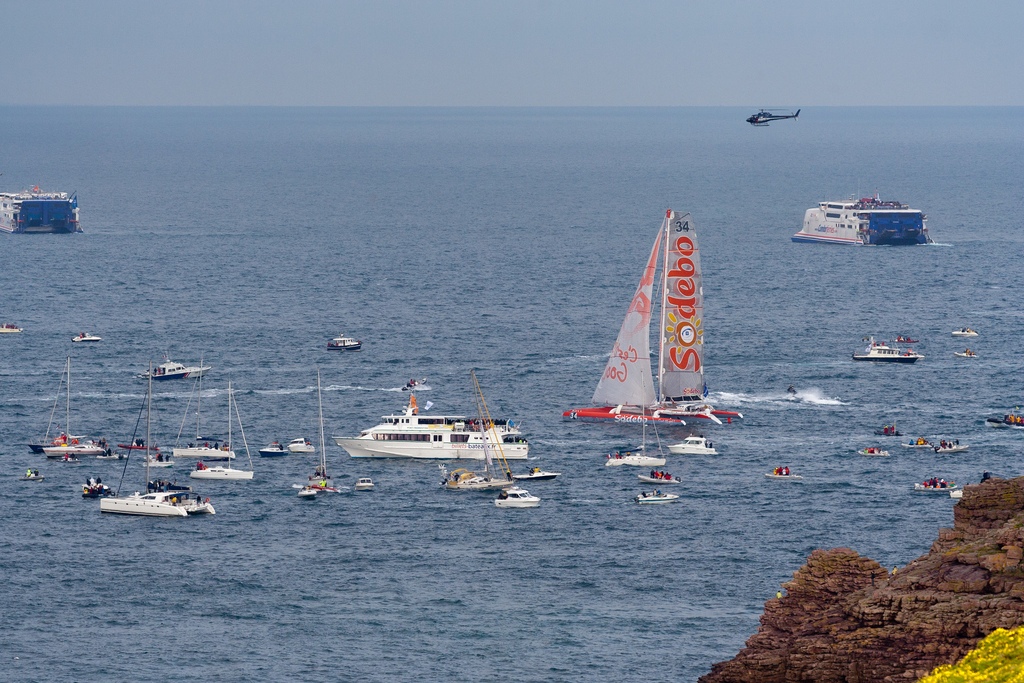
Sodebo aan de start in 2010
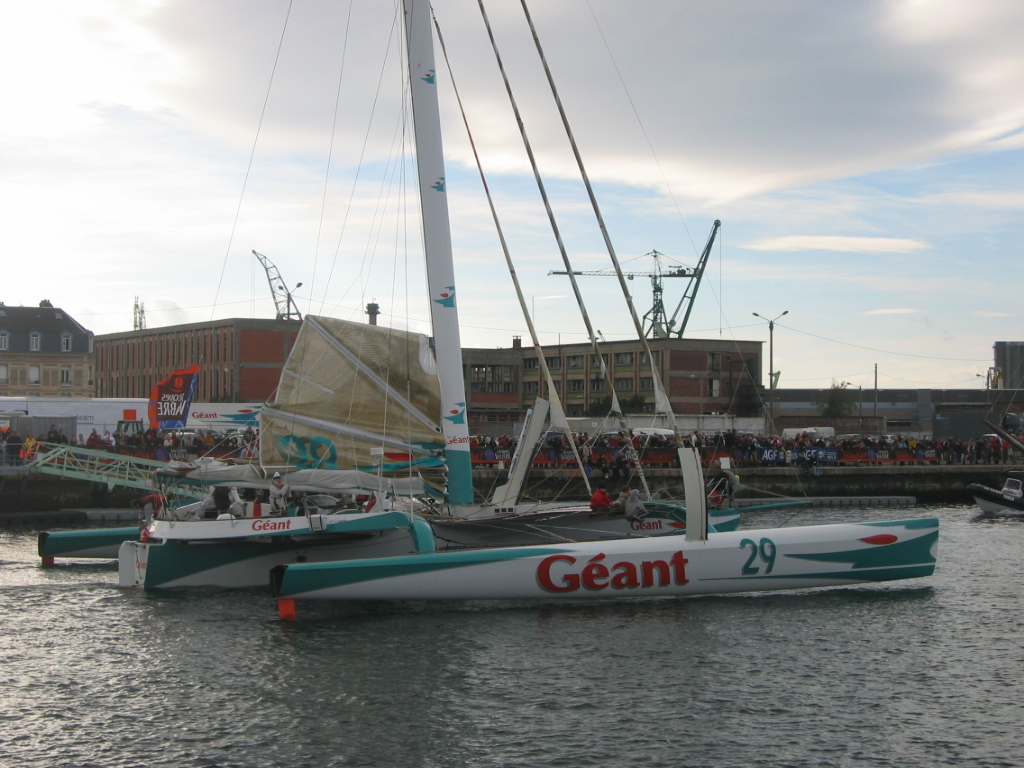
Géant, het winnende jacht in 2002
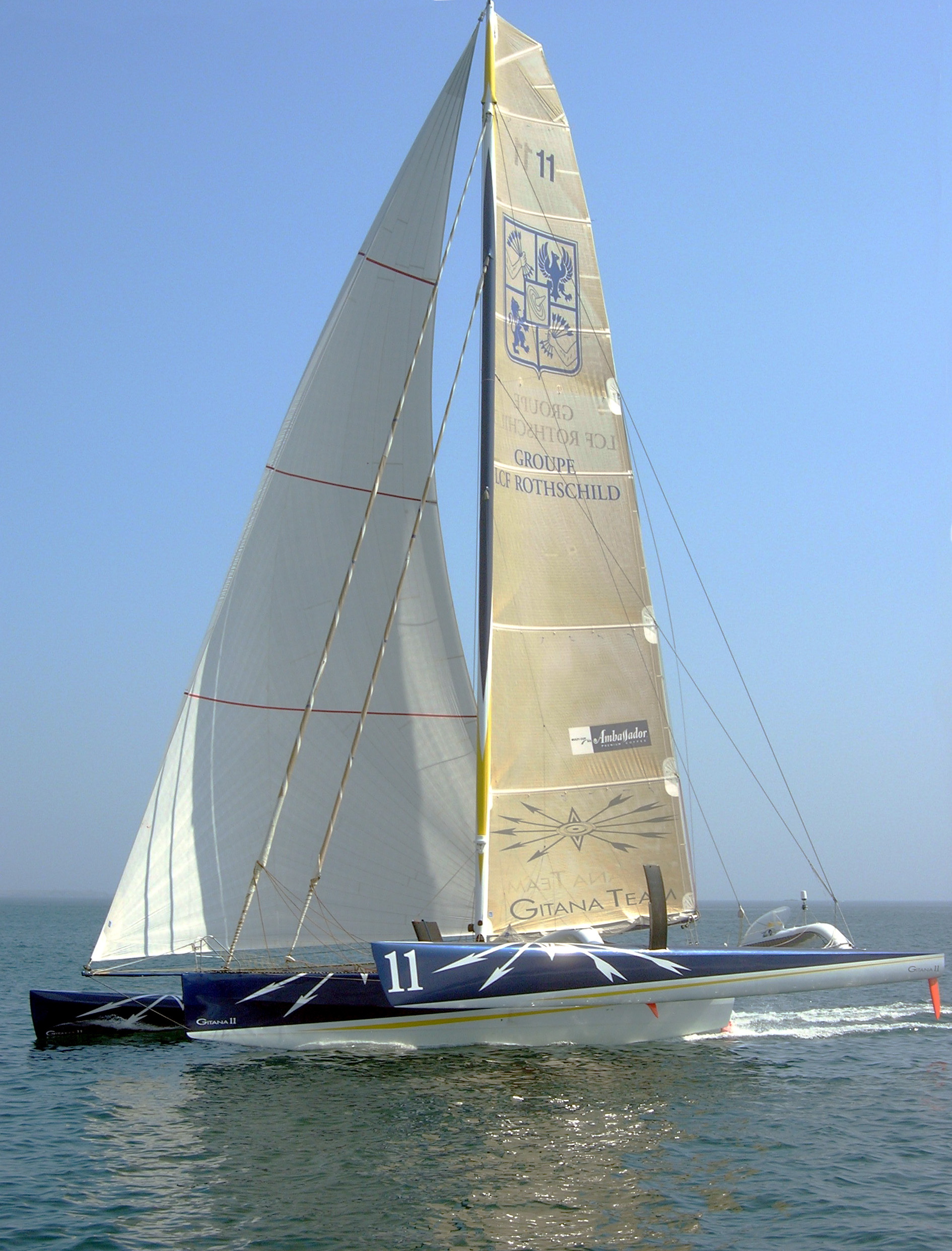
Gitana 11, van 2006 tot 2014 houder van het routerecord

## Winnaars
Weergegeven zijn de winnaars uit de trimaran-klasse die altijd de snelste tijd realiseren.
| Editie | Deelnemers | Winnaar            | Jacht                | Tijd                            |
| ------ | ---------- | ------------------ | -------------------- | ------------------------------- |
| 1978   | 38         | Mike Birch         | Olympus Photo        | 23 dagen, 6 uren en 59 minuten  |
| 1982   | 52         | Marc Pajot         | Elf Aquitaine        | 18 dagen, 1 uur en 38 minuten   |
| 1986   | 33         | Philippe Poupon    | Fleury Michon        | 14 dagen, 15 uren en 57 minuten |
| 1990   | 31         | Florence Arthaud   | Pierre 1er           | 14 dagen, 10 uren en 8 minuten  |
| 1994   | 24         | / Laurent Bourgnon | Primagaz             | 14 dagen, 6 uren en 28 minuten  |
| 1998   | 35         | / Laurent Bourgnon | Primagaz             | 12 dagen, 8 uren en 41 minuten  |
| 2002   | 58         | Michel Desjoyeaux  | Géant                | 13 dagen, 7 uren en 53 minuten  |
| 2006   | 74         | Lionel Lemonchois  | Gitana 11            | 7 dagen, 17 uren en 19 minuten  |
| 2010   | 87         | Franck Cammas      | Groupama III         | 8 dagen, 3 uren en 14 minuten   |
| 2014   | 91         | Loïck Peyron       | Banque Populaire VII | 7 dagen, 15 uren en 8 minuten   |
| 2018   | 123        | Francis Joyon      | IDEC Sport           | 7 dagen, 14 uren en 21 minuten  |

Evenementen: Admiral's Cup · America's Cup · Audi MedCup · Cowes Week · Extreme Sailing Series · Kieler Woche · Louis Vuitton Cup · Olympische Spelen · RC44 Championship Tour · Ronde om Texel · 52 Super Series · Vintage Yachting Games · WK Zeilen

Oceaanwedstrijden: Barcelona World Race · Bermuda Race · Cape to Rio Yacht Race · Fastnet Race · Jules Verne Trofee · Mini Transat · OSTAR/Transat · Route du Rhum · Solitaire du Figaro · Sydney to Hobart Yacht Race · Transat Jacques Vabre · Transpacific Yacht Race · Velux 5 Oceans Race · Vendée Globe · Volvo Ocean Race